# Isild Le Besco

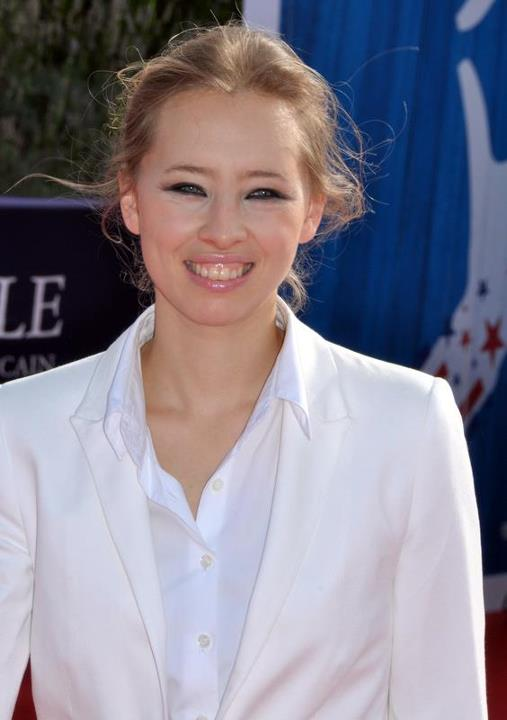
Isild Le Besco (2012)

Isild Le Besco (* 22. November 1982 in Paris) ist eine französische Filmschauspielerin, Drehbuchautorin und Filmregisseurin.

## Familie
Ihre Mutter, die französische Schauspielerin, Architektin und Autorin Catherine Belkhodja, ist von kabylisch-algerischer Herkunft. Wie ihr Vater, ein Linguist und klassischer Gitarrist, bekennt sich Le Besco zum Bretonentum. Sie ist zweisprachig französisch-bretonisch aufgewachsen. Ihre Großmutter väterlicherseits ist Vietnamesin. Ihre Schwester Maïwenn, ihr Halbbruder Kolia Litscher, ihre Halbschwester Léonor Graser und ihre Nichte Shana Besson (* 1993, Tochter von Maïwenn und Luc Besson) sind ebenfalls als Schauspieler tätig. Ihr Bruder Jowan Le Besco ist Schauspieler, Kameramann und Regisseur.

## Leben
Ihren ersten Filmauftritt hatte Isild Le Besco im Alter von acht Jahren zusammen mit ihrer Schwester Maïwenn im Film Lacenaire (1990). Von 1997 bis 2006 spielte sie in etwa 30 Kino- und Fernsehfilmen mit.
Ihren Durchbruch als Schauspielerin schaffte sie mit dem Kurzfilm La Puce (1999, Regie: Emmanuelle Bercot). Darin spielt sie ein 14-jähriges Mädchen, das von einem Mann um die 40 (dargestellt von Olivier Marchal) umworben wird und nach anfänglicher Ablehnung mit ihm erste sexuelle Erfahrungen macht. In dem Film spielen auch ihre Mutter Catherine Belkhodja (als ihre Filmmutter), ihr Bruder Jowan Le Besco und ihre Halbgeschwister Kolia Litscher und Léonor Graser mit. La Puce gewann 1999 bei den 52. Internationalen Filmfestspielen von Cannes den 2. Preis in der Kategorie Cinéfondation. Im März 2005 wurde der Film auf Arte in der deutschen Fassung unter dem Titel Kleines Herz gezeigt. Außer in La Puce war Isild Le Besco unter der Regie Bercots auch in Les Vacances (1997), Le Choix d’Élodie (1999), Quelqu’un vous aime (2003) und Backstage (2005, an der Seite von Emmanuelle Seigner) zu sehen.
Unter der Regie von Benoît Jacquot spielte sie in den Filmen Sade (2000), Adolphe (2002, mit Isabelle Adjani), Hier und jetzt (2004), Princesse Marie (2004), Der Unberührbare (2006) und Tief in den Wäldern (2010). Isild Le Besco wurde für ihre Darstellung der Émilie de Lancris in Sade 2001 für den César als beste Nachwuchsdarstellerin nominiert. Der Fernsehfilm Princesse Marie, eine französisch-österreichische Koproduktion, erschien unter dem deutschen Titel Marie und Freud. Catherine Deneuve spielt darin die Prinzessin Marie Bonaparte, Heinz Bennent Sigmund Freud. Isild Le Besco ist als Eugénie Bonaparte zu sehen, Jowan Le Besco als Pierre Bonaparte. Ihre zweite Nominierung für den César als beste Nachwuchsdarstellerin erhielt Le Besco 2002 für ihre Darstellung in dem Film Roberto Succo (2001, Regie: Cédric Kahn).
Mehrere Filme mit Le Besco wurden auf den Filmfestspielen von Cannes und Venedig gezeigt; für Der Unberührbare (2006) erhielt sie den Marcello-Mastroianni-Preis. Der Film Camping sauvage (2005) mit ihr in der weiblichen Hauptrolle war im Februar 2006 auf der Berlinale zu sehen. Dort wurde ein Jahr später auch Die Unsanfte mit ihr in der Titelrolle gezeigt.
Bereits im Alter von 16 Jahren schrieb Isild Le Besco ihr erstes Drehbuch. 2003 wurde daraus der Film Zum halben Preis, bei dem sie auch die Regie führte und für den Schnitt verantwortlich war. Beim Filmfestival Crossing Europe in Linz gewann Zum halben Preis 2005 den Jurypreis. Im September 2007 kam ihre zweite Regiearbeit unter dem Titel Charly in die französischen Kinos. Auch hier war sie Drehbuchautorin und Regisseurin zugleich. Wie schon in Zum halben Preis setzte sie ihren Halbbruder Kolia Litscher als einen der Hauptdarsteller und ihren Bruder Jowan Le Besco als Kameramann ein. Ihr dritter Film Bas-Fonds lief 2010 im Wettbewerb des Filmfestivals von Locarno.
Im französischen Präsidentschaftswahlkampf 2002 unterstützte sie den Kandidaten der Sozialistischen Partei, Lionel Jospin.

## Rezeption
Das Arsenal Institut für Film- und Videokunst bezeichnete Isild Le Besco 2014 als „eine der radikalsten Filmemacherinnen des französischen Kinos der Gegenwart“.
Zu Beginn ihrer Karriere spielte sie oft junge Individualistinnen oder Außenseiterinnen, die auf der Suche nach ihrem persönlichen Weg aus dem Alltag ausbrechen und dabei in problematische Liebesbeziehungen geraten. Im Laufe ihrer Karriere entwickelten sich die Frauenrollen, die sie spielte, weiter: „Mädchen, die aus öden bourgeoisen Elternhäusern ausbrechen, die um der ersten Liebe willen auf die schiefe Bahn geraten und an der Seite egomanischer Desperados mit sich selbst konfrontiert werden, schienen die Schauspielerin eine zeitlang zu faszinieren. Dann aber übernahm sie mehr und mehr Rollen, die weiter gingen und sich unmittelbarer auf die Seite der unangepassten, anstößigen, anarchischen Mädchen schlugen.“
Ihr Werk als Regisseurin sei von einer radikalen „Kompromisslosigkeit“, die auch die Figuren kennzeichne, die sie als Schauspielerin häufig verkörpert habe. „Le Bescos eigene Filme, von denen bislang keiner in den deutschen Kinos zu sehen war, handeln von Kindheit und Jugend jenseits der gesellschaftlichen Ordnung. Was die eigentliche Radikalität der Filme ausmacht, ist der Umstand, dass sie dies ‚andere‘ Leben der Kinder und Jugendlichen nicht als Ausbruch und als Reaktion beschreiben, sondern als ein autonomes System in den filmischen Raum stellen.“ Insbesondere ihr Film Bas-Fonds verstöre und beeindrucke gleichzeitig durch eine ungewöhnliche Geschichte über eine Ménage à trois dreier Frauen, die in einer verwahrlosten Wohnung ein Leben jenseits der gesellschaftlichen Norm führen.

## Filmografie (Auswahl)

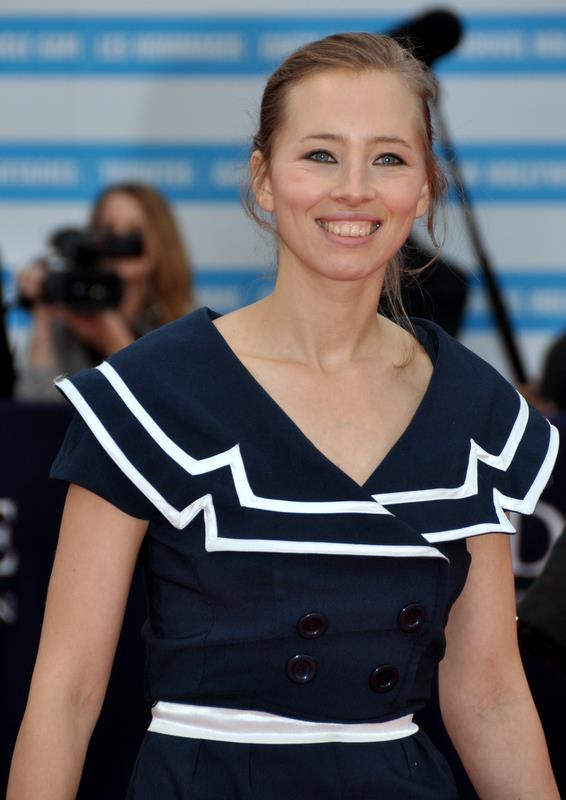
Isild Le Besco (2012)

### Als Darstellerin
Kurzfilme
- 1991: Place des Vosges – Regie: Catherine Belkhodja
- 1997: Kub valium – Regie: Marine Ledu
- 1997: Les vacances – Regie: Emmanuelle Bercot
- 1998: Les amis de Ninon – Regie: Rosette
- 1998: Coquillettes – Regie – Joséphine Flasseur
- 1999: Kleines Herz (La puce) – Regie: Emmanuelle Bercot
- 2000: Des anges – Regie: Julien Leloup
- 2003: Quelqu’un vous aime – Regie: Emmanuelle Bercot
- 2003: Dans la forêt noire – Regie: Joséphine Flasseur

Langfilme
- 1990: Lacenaire – Regie: Francis Girod
- 2000: Les filles ne savent pas nager – Regie: Anne-Sophie Birot
- 2000: Adieu Babylone – Regie: Raphaël Frydman
- 2000: Sade – Regie: Benoît Jacquot
- 2001: Roberto Succo – Regie: Cédric Kahn
- 2002: Un moment de bonheur – Regie: Antoine Santana
- 2002: La repentie – Regie: Laetitia Masson
- 2002: Adolphe – Regie: Benoît Jacquot
- 2003: Zum halben Preis (Demi-tarif) (auch Regie)
- 2003: Le coût de la vie – Regie: Philippe Le Guay
- 2004: Hier und jetzt (À tout de suite) – Regie: Benoît Jacquot
- 2004: Marie und Freud (Princesse Marie) – Regie: Benoît Jacquot
- 2005: Backstage – Regie: Emmanuelle Bercot
- 2005: Süße Milch (La ravisseuse) – Regie: Antoine Santana
- 2006: Camping sauvage – Regie: Christophe Ali und Nicolas Bonilauri
- 2006: Der Unberührbare (L’intouchable) – Regie: Benoît Jacquot
- 2006: U – Regie: Serge Elissalde und Grégoire Solotareff
- 2007: Die Unsanfte (Pas douce) – Regie: Jeanne Waltz
- 2007: Enfances (Episode Le regard d’un enfant; auch Regie und Drehbuch)
- 2007: Charly (auch Regie)
- 2009: Emma & Marie (Je te mangerais) – Regie: Sophie Laloy
- 2009: Ein gutes Herz (The Good Heart) – Regie: Dagur Kári
- 2010: Tief in den Wäldern (Au fond des bois) – Regie: Benoît Jacquot
- 2014: Eine neue Freundin (Une nouvelle amie) – Regie: François Ozon
- 2014: Le dos rouge – Regie: Antoine Barraud
- 2015: Die Räuber (Les brigands) – Regie: Pol Cruchten, Frank Hoffman
- 2015: Rouge, le portrait mensonger de Bertrand Bonello – Regie: Antoine Barraud
- 2015: Mein ein, mein alles (Mon Roi) – Regie: Maïwenn
- 2017: La belle occasion (auch Regie und Drehbuch)
- 2023: Un jour fille – Regie: Antoine Barraud
- 2024: Ma famille chérie (auch Regie und Drehbuch)

### Als Regisseurin
- 2003: Zum halben Preis (Demi-tarif) (auch Drehbuch und Schauspiel)
- 2005: Le marais (Dokumentarfilm)
- 2007: Charly (auch Drehbuch)
- 2007: Enfances (Episode Le regard d’un enfant; auch Schauspiel)
- 2010: Bas-Fonds
- 2011: Bette Davis (TV-Kurzfilm)
- 2014: Ponts de Sarajevo (Kurzfilm/Omnibusfilm)
- 2017: La belle occasion (auch Drehbuch und Schauspiel)
- 2024: Ma famille chérie (auch Drehbuch und Schauspiel)

## Auszeichnungen (Auswahl)
- 2000: Beste Darstellerin beim Festival international du cinéma au féminin in Bordeaux für Les filles ne savent pas nager
- 2001: Étoile d’Or in der Kategorie Beste Nachwuchsdarstellerin für Les filles ne savent pas nager
- 2001: Prix Lumière in der Kategorie Beste Nachwuchsdarstellerin für Sade
- 2001: Nominierung für den César in der Kategorie Beste Nachwuchsdarstellerin für Sade
- 2002: Nominierung für den César in der Kategorie Beste Nachwuchsdarstellerin für Roberto Succo
- 2004: Spezialpreis der Jury beim Festival Premiers Plans d’Angers für Zum halben Preis
- 2004: Procirep-Preis beim Festival Premiers Plans d’Angers für Zum halben Preis
- 2004: Spezialpreis der Jury beim Filmfestival in Séoul für Demi-tarif
- 2005: Preis beim Crossing Europe Filmfestival Linz in der Kategorie Best Fiction Film für Zum halben Preis
- 2006: Marcello-Mastroianni-Preis bei den Internationalen Filmfestspielen von Venedig als beste Nachwuchsdarstellerin für Der Unberührbare
- 2008: Preis beim Crossing Europe Filmfestival Linz in der Kategorie Best Fiction Film für Charly
- 2010: Nominierung für den Goldenen Leopard beim Locarno Film Festival für Bas-fonds